# Karl Heldmann (Historiker)
Karl Christian Wilhelm Heldmann, auch Carl Heldmann (19. September 1869 in Viermünden – 12. März 1943 in Kassel-Wilhelmshöhe) war ein deutscher Historiker und Pazifist. Von 1899 bis 1933 war er Professor an der Universität Halle-Wittenberg.

## Leben und Werk
Heldmann absolvierte 1888 die Reifeprüfung und studierte Geschichte, Klassische und Deutsche Philologie sowie Erdkunde an der Philipps-Universität in Marburg, dann in Berlin und danach wiederum in Marburg. In Marburg nahm er das Band des Wingolf auf. Von 1894 bis 1898 arbeitete er als Hilfsarbeiter an der Städtischen Bibliothek in Kassel. In Marburg erfolgte 1894 die Promotion zum Dr. phil. mit einer Arbeit über die Geschichte der ländlichen Rechtsverhältnisse in den Deutschordenskommenden Marburg und Schiffenberg. 1896 legte er das Staatsexamen ab. 1897 unternahm er Archivreisen nach Süddeutschland und Tirol. 1899 habilitierte er sich an der Universität Halle für Mittlere und Neuere Geschichte sowie Hilfswissenschaften. Im Jahre 1903 wurde er in Halle zum beamteten außerordentlichen Professor mit vollem Lehrauftrag für Geschichte und historische Hilfswissenschaften ernannt. Er war Mitarbeiter der Allgemeinen Deutschen Biographie. Von 1908 bis 1912 fungierte er als Sekretär des Thüringisch-Sächsischen Geschichtsvereins.
Der Wissenschaftler war überzeugter Pazifist, stand in Kontakt mit Kriegsgegnern wie Friedrich Wilhelm Foerster und setzte sich für ein Ende des Weltkrieges ein. Dies hatte massive Folgen: Er wurde überwacht, wegen Geheimbündelei und Majestätsbeleidigung vor Gericht gestellt und zu einer Haftstrafe verurteilt, aber wegen der Revolution 1918 nicht mehr inhaftiert. Noch vor der gerichtlichen Verurteilung gab die Hallenser Philosophische Fakultät eine geharnischte Stellungnahme ab, in der sie sich vom eigenen Mitarbeiter distanzierte, seine Handlungsweise und Gesinnung aufs schärfste verurteilte und seine Entfernung vom Professorenamt forderte. Die Fakultät hielt ihn „wissenschaftlich und moralisch nicht für geeignet, weiterhin an einer deutschen Universität Geschichte zu lehren.“ Das Kesseltreiben gegen den Historiker setzte sich auch nach 1918 fort, da er sich für einen föderalen Neuaufbau der Weimarer Republik einsetzte. Zwar wurde die Stellungnahme der Fakultät vom Kultusminister der Preußischen Landesregierung, Konrad Haenisch, im Jahr 1919 missbilligt, jedoch nahm die Fakultät sie nie zurück. Heldmann kämpfte erfolglos um seine Rehabilitierung, blieb aber im Amt.
In den 1920er Jahren engagierte sich Heldmann mit dem Pfarrer Sehlucek aus Melsungen in der Hochkirchlichen Vereinigung.
Sein Werk Das Kaisertum von Karl dem Großen, Theorien und Wirklichkeit aus dem Jahr 1928 wurde 1971 unverändert nachgedruckt und 2015 vom Severus Verlag in Originalschrift, sprich Fraktur, nachgedruckt. Heldmann verfasste über Wigbert oder Witta von Büraburg Artikel für die Allgemeine Deutsche Biographie.
Im Jahre 1930 erbat Heldmann beim Kulturministerium – unter Hinweis auf sein Werk über Karl den Großen – um Ernennung zum Ordinarius, freilich vergebens. Das Gesuch wurde von der Deutsche Friedensgesellschaft unterstützt:

„Wir Pazifisten fordern, dass endlich einmal auch unsere Geisteshaltung an einer deutschen Universität vertreten wird, und zwar gestützt auf Artikel 148 der Reichsverfassung, nachdem die militaristische Richtung mehr als genug berücksichtigt ist.“

Doch auch diese Petition blieb erfolglos. Nach der „Machtergreifung“ der Nationalsozialisten wurde Heldmanns Position unhaltbar und er stellte, wohl auch um einer Entlassung zuvorzukommen, am 29. April 1933 ein Gesuch, per Ende des Jahres von seinen amtlichen Pflichten entbunden und pensioniert zu werden.

## Familie
Karl Heldmann hatte zwei Kinder, den Sohn Reinhard Heldmann und die Tochter Renate Heldmann, verheiratete Slenczka. Er ist Großvater des evangelischen Theologen Reinhard Slenczka, des Virologen Werner Slenczka und des Klassischen Philologen Konrad Heldmann.

## Publikationen
- Beiträge zur Geschichte der ländlichen Rechtsverhältnisse in den Deutschordenscommenden Marburg und Schiffenberg. (Diss.) Marburg 1894
- Die Hypothesen über den Kölngau und die älteste Verfassung der Stadt Köln. (Habil.) Halle/S. 1899 archive.org
- Der Kölngau und die Civitas Köln. Historisch-geographische Untersuchungen über den Ursprung des deutschen Städtewesens. Halle/S. 1900 archive.org
- Die Rolandsbilder Deutschlands in dreihundertjähriger Forschung und nach den Quellen. Beiträge zur Geschichte der mittelalterlichen Spiele und Fälschungen. Halle/S. 1904 archive.org = archive.org
- Rolandsspielfiguren, Richterbilder oder Königsbilder? Neue Untersuchungen über die Rolande Deutschlands, mit Beiträgen zur mittelalterlichen Kultur-, Kunst- und Rechtsgeschichte. Halle/S. 1905 archive.org
- Mittelalterliche Volksspiele in den thüringisch-sächsischen Landen. Halle/S. 1908
- Fürsten- und Feldherrenbriefe aus der Zeit des Dreißigjährigen Krieges. Aus dem Archiv Hans Georgs von Arnim mit historischen Einleitungen veröffentlicht . Göttingen 1913 archive.org
- Zwei Menschenalter deutscher Geschichte in deutscher Beleuchtung. Historisch-politische Betrachtungen über die deutsche Frage in Vergangenheit und Zukunft. (= Nach dem Weltkrieg. Schriften zur Neuorientierung der auswärtigen Politik. 11) Leipzig 1920
- Das deutsche Deutschland. 30 Sätze vom Deutschen Föderalistenbund. Mit einem Anhang: Föderalistische Bibliographie. Friede durch Recht [Verl.] Ludwigsburg 1921
- Kriegserlebnisse eines deutschen Geschichtsprofessors in der Heimat. [Autobiog.] Friede durch Recht [Verl.] Ludwigsburg 1922 Inhaltsverz.
- Die St. Maria Magdalenen-Kapelle auf der Moritzburg zu Halle. Vierhundert Jahre hallischer Kirchen- und Kulturgeschichte. Halle/S. 1923
- Hessische Heimatpflege an den Universitäten Marburg und Gießen. Hessischer Volksbund, Kassel 1923
- Die waldeckische Frage. Ein Kapitel aus der Verpreußungsgeschichte Deutschlands. Von Ederanus [d. i. Karl Heldmann], Hessischer Volksbund, Homberg 1927
- Das Kaisertum Karls des Großen. Theorien und Wirklichkeit (= Quellen und Studien zur Verfassungsgeschichte des Deutschen Reiches in Mittelalter und Neuzeit. 6,2). Münster 1928, Neuauflage in Frakturschrift bei Severus 2015
- Das Steingrab des Bischofs Werner von Merseburg und sein Schicksal. Aus: Merseburger Tageblatt. 1932 [Merseburg 1932]